# Vigdis Hjorth
Vigdis Hjorth (Oslo, 1959. július 19. –) norvég regényíró. A 2021-es Nemzeti Könyvdíjra jelölték.

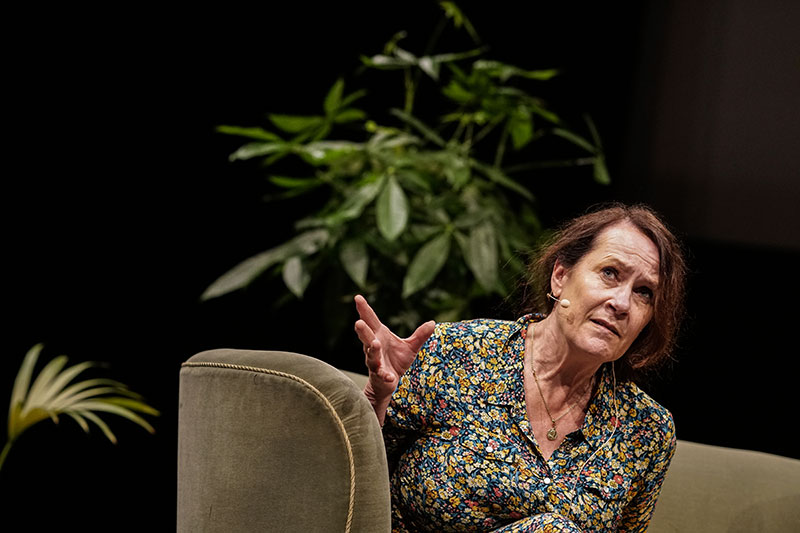
Vigdis Hjorth
LiteratureXchange Aarhus 2021

## Élete
Oslóban nőtt fel, filozófiát, irodalmat és politológiát tanult. 1983-ban jelent meg első regénye, a Pelle-Ragnar i den gule gården című gyermekkönyv, amelyért megkapta a Norsk kulturråd debütáló díját. 1983-ban jelent meg első, felnőtt közönségnek szóló könyve, a Drama med Hilde (1987). Az Om bare (2001) a legfontosabb regényének számít, és egy roman à clef.
Hjorth fontos irodalmi hatásként említette Dag Solstadot, Bertold Brechtet és Louis-Ferdinand Céline-t. Három gyermeke van és Askerben él.

## Válogatott művei
- Gjennom skogen, 1986
- Med hånden på hjertet, 1989
- Fransk åpning, 1992
- Død sheriff, 1995
- Ubehaget i kulturen, Co-author with Arild Linneberg, 1995
- Takk, ganske bra, 1998
- En erotisk forfatters bekjennelser, 1999
- Hva er det med mor, 2000
- Om bare, 2001
- Fordeler og ulemper ved å være til, 2005
- Hjulskift, 2006
- Tredje person entall, 2008
- Snakk til meg, 2010
- Leve posthornet!, 2012
- Et norsk hus, 2015
- Arv og miljø, 2016
- Lærerinnens sang, 2018
- Henrik Falk, 2019
- Er mor død, 2020

### Magyarul megjelent
- Örökség (Arv og miljø) – Polar Egyesület, Budapest, 2019 (Polar könyvek) · ISBN 9786155866036 · Fordította: Kertész Judit
- A tanárnő dala (Lærerinnens sang) – Polar Egyesület, Budapest, 2020 (Polar könyvek) · ISBN 9786155866074 · Fordította: Kertész Judit
- Henrik Falk (Henrik Falk) – Polar Egyesület, Budapest, 2021 (Polar könyvek) · ISBN 9786155866111 · Fordította: Kertész Judit
- Anya meghalt? (Er mor død) – Polar Egyesület, Budapest, 2024 (Polar könyvek) · ISBN 9786155866562 · Fordította: Kertész Judit

## Fordítás
- Ez a szócikk részben vagy egészben  a   Vigdis Hjorth című angol Wikipédia-szócikk fordításán alapul.  Az eredeti cikk szerkesztőit annak laptörténete sorolja fel. Ez a jelzés csupán a megfogalmazás eredetét és a szerzői jogokat jelzi, nem szolgál a cikkben szereplő információk forrásmegjelöléseként.